# NGC 301
NGC 301 es una galaxia lenticular de la constelación de Cetus. 
Fue descubierta el 1886 por el astrónomo Frank Muller.